# فيروز عبد العزيز
فيروز عبد العزيز هو لاعب كرة قدم ماليزي في مركز الدفاع، ولد في 21 أغسطس 1985 في سلاغور في ماليزيا. شارك مع منتخب ماليزيا لكرة القدم. أما مع النوادي، فقد لعب مع نادي سلاغور.

## وصلات خارجية
- فيروز عبد العزيز على موقع قاعدة بيانات كرة القدم.إي يو (الإنجليزية)
- فيروز عبد العزيز على موقع Soccerway.com (الإنجليزية)